# Dohar
Dohar (beng. দোহার) – miasto w Bangladeszu (prowincja Dhaka). Według danych szacunkowych na rok 2009 liczy 118 069 mieszkańców.